# Atletica leggera alla XXX Universiade - 3000 metri siepi femminili
La specialità dei 3000 metri siepi  alla Universiade di Napoli 2019 si è svolta l'11 luglio 2019.

## Risultato
| Pos. | Nome                     | Nazione     | Tempo    | Note                                     |
| ---- | ------------------------ | ----------- | -------- | ---------------------------------------- |
|      | Alicja Konieczek         | Polonia     | 9:41.46  | Miglior prestazione personale stagionale |
|      | Belén Casetta            | Argentina   | 9:43.05  | Miglior prestazione personale stagionale |
|      | Meswat Asmare            | Etiopia     | 9:45.48  | Miglior prestazione personale            |
| 4    | Chiara Scherrer          | Svizzera    | 9:47.38  | Miglior prestazione personale stagionale |
| 5    | Brianna Ilarda           | Australia   | 9:53.23  |                                          |
| 6    | Jessy Lacourse           | Canada      | 10:02.92 |                                          |
| 7    | Paige Campbell           | Australia   | 10:03.63 |                                          |
| 8    | Tuğba Güvenç             | Turchia     | 10:08.19 |                                          |
| 9    | Lisa Rooms               | Belgio      | 10:15.76 | Miglior prestazione personale            |
| 10   | Komal Chandraka Jagadale | India       | 10:18.13 | Miglior prestazione personale            |
| 11   | Catherine Beauchemin     | Canada      | 10:18.67 |                                          |
| 12   | Jyoti Chouhan            | India       | 10:22.15 | Miglior prestazione personale            |
| 13   | Carolina Lozano          | Argentina   | 10:26.41 |                                          |
| 14   | Amelie Svensson          | Svezia      | 10:37.35 |                                          |
| 15   | Anika Rasubala           | Stati Uniti | 11:20.59 |                                          |
|      | Sarah Edwards            | Stati Uniti | DNF      |                                          |
|      | Achash Kinetibeb         | Etiopia     | DNS      |                                          |